# 麓湖站 (成都市)
麓湖站位于中华人民共和国四川省成都市天府新区，是成都地铁1号线的地下车站。

## 车站概要
本站位于天府大道南段和香山路交汇处北侧，沿天府大道南段呈南北向布置，于2018年3月18日开通使用，因临近麓湖而得名。在1号线三期工程建设期间，本站曾使用工程名“段家山站”，本站土建施工方为中铁八局集团有限公司城市轨道交通分公司。

## 车站结构

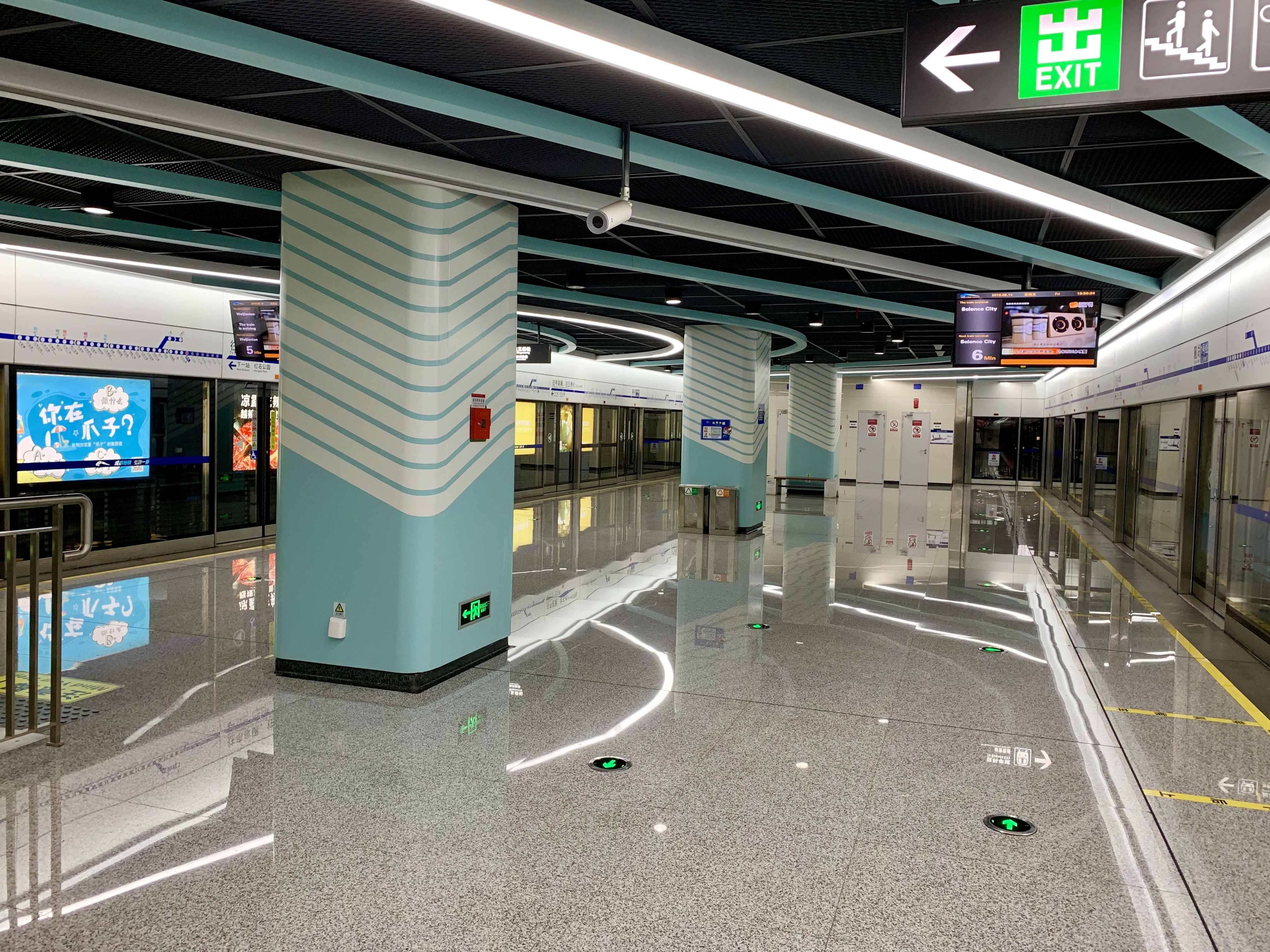
站台层
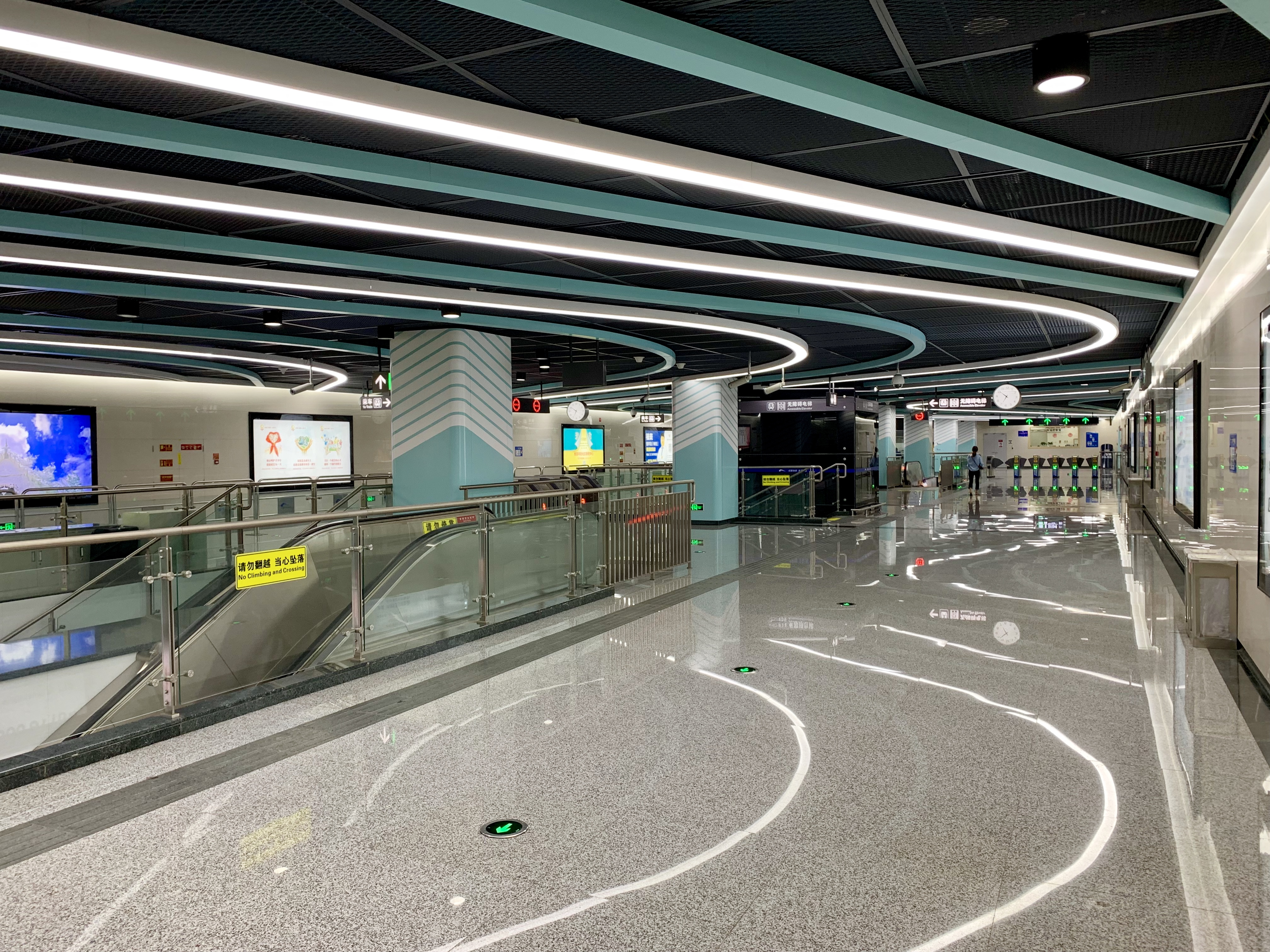
站厅层

本站为地下两层单柱双跨岛式站台车站。站台板宽11米，长215米，标准段宽19.7米。车站附属结构包含出入口4个、风亭2组、紧急疏散出入口数量1个。
| 地面      |                                  | 出入口                             |  |
| 地下 一层 | 站厅层                           | 安检、售票机、站内商店             |  |
| 地下 二层 |                                  | 1号线列车往韦家碾方向 （红石公园） |  |
| 地下 二层 | 岛式站台，左边车门将会开启       |                                    |  |
| 地下 二层 | 1号线列车往科学城方向 （武汉路） |                                    |  |

## 内装与公共艺术
本站为1号线三期工程4座内装标准站之一。
本站延续1号线一期“一站一景”的传统，以蓝色为基础色调，象征湖水，以水网为设计元素，用现代简约的风格，将照明方式融入设计造型中，体现“天府新象”的设计理念。

## 出入口信息
本站目前开放4个出入口。
| 出口编号 | 设施       | 地点         | 可到达目的地 |
| -------- | ---------- | ------------ | ------------ |
|          |            |              |              |
|          | 卫生间     | 天府大道南段 | 麓湖         |
| 出口 · B |            | 天府大道南段 | 麓湖         |
| 出口 · C |            | 天府大道南段 | 香山小学     |
| 出口 · D | 无障碍电梯 | 天府大道南段 | 香山小学     |

## 大事记
- 2016年8月7日，主体结构封顶[4]；
- 2018年3月18日，正式开通使用[1]。